# Richard Wiseman
Richard Wiseman (né en 1966) est un psychologue, un prestidigitateur et un sceptique britannique. Il a commencé sa carrière en tant que magicien, avant de s'orienter vers la psychologie. Professeur de psychologie à l'université du Hertfordshire, il a publié une quarantaine d'articles dans des revues scientifiques.

## Recherches
Richard Wiseman est connu pour ses travaux visant à démystifier le paranormal et la chance, et à montrer leurs rouages psychologiques. 
Il est membre du Committee for Skeptical Inquiry (CSI).
Wiseman est aussi connu grâce à sa chaîne YouTube, intitulée Quirkology.

## Livres
- Wiseman, R., & Morris, R. L. (1995). Guidelines for Testing Psychic Claimants. Hatfield, UK: University of Hertfordshire Press (US edition: Amherst, USA: Prometheus Press).
- Milton, J., & Wiseman, R. (1997). Guidelines for Extrasensory Perception Research. Hatfield, UK: University of Hertfordshire Press.
- Wiseman, R. (1997). Deception and self-deception: Investigating Psychics. Amherst, USA: Prometheus Press
- Lamont, P., & Wiseman, R. (1999). Magic in Theory: an introduction to the theoretical and psychological elements of conjuring. Hatfield, UK: University of Hertfordshire Press (US edition: Hermetic Press).
- Wiseman, R. (2002). Laughlab: The Scientific Search For The World's Funniest Joke. London, UK: Random House
- Wiseman, R. (2003). Notre capital chance : Comment l'évaluer et le développer. Paris: Le Livre du Mois.
- Wiseman, R. (2004). Did you spot the gorilla? How to recognise hidden opportunities in your life. London, UK: Random House
- Wiseman, R. & Watt, C. (2005). Parapsychology. London, UK: Ashgate International Library of Psychology. Series Editor, Prof. David Canter
- Wiseman, R. (2009). Petit traité de bizarrologie. Paris: Dunod.
- Wiseman, R. (2010). 59 secondes pour prendre les bonnes décisions. Paris: JC Lattès.
- Wiseman, R. (2011). Paranormality: Why we see what isn't there. Spin Solutions.
- Wiseman, R. (2012). Comment mettre la chance de votre côté. Paris : InterEditions.
- Wiseman, R. (2013). Jetez-vous à l'eau - Arrêtez de penser à changer votre vie, faites-le. Paris : InterEditions.